# 王舍城
王舍城（梵語：राजगृह 羅閱揭黎醯 “王之寓所”；摩竭陀語：Rājagaha），後取“羅”、“閱”、“揭”三字諧音訛作“羅閱祇”，印度古城，位於今比哈爾邦那烂陀县。是佛教八大圣地之一，为释迦牟尼佛修行的地方。王舍城不仅是佛教圣地，也是耆那教圣地，耆那教創始人摩訶毘羅可能出生於王舍城附近的那爛陀。该城亦在《摩诃婆罗多》中被提及，即妖连首都耆利婆罗阇。

## 地理位置
王舍城从前是摩揭陀国的国都。王舍城分为旧城和新城两部分。旧城焚毁后，國王阿闍世新建了豪华的宫殿，所以稱为王舍。後來阿闍世迁都波吒厘城后，王舍城逐渐荒废。现在只是一个小城。王舍城位于比哈尔邦。古代佛教著名寺院那烂陀寺南面10公里处，距离菩提伽耶（释迦牟尼成道處）46公里。旧城四周有山，佛经称为“灵山”。

## 佛教建筑
- 竹林精舍

又称“迦兰陀竹园”（Venuvana）。位于新旧王舍城之间，相传是迦兰陀长者皈依佛陀后献出的竹园。释迦牟尼佛在世时，特別是在冬天，曾长期在此居住。
- 灵鹫山

城东74米处是灵鹫山（Griddhkuta），释迦牟尼佛曾在此宣讲佛法。讲述的经中，包括著名的摩訶般若波羅蜜多心經、妙法蓮華經。 释迦牟尼逝世后，弟子们曾在此举行第一次结集。
- 温泉精舍

城西山上有温泉。释迦牟尼佛生前在山上以温泉洗浴。据说温泉内有能治疗皮肤病的矿物质。